# Rafagé
Raphaël Donay dit simplement Rafagé, né le 1er août 1962 à Saint-Mard (province de Luxembourg), est un dessinateur de presse et caricaturiste belge vivant à Dampicourt.

## Biographie
Raphaël Donay naît le 1er août 1962 à Saint-Mard. Il est le fils de l'artiste peintre Blandy Mathieu. Autodidacte, il aime l'humour absurde et Philippe Geluck. Il apprécie François Bourgeon, Manu Larcenet, Claude Serre, Zep et naturellement il adore l'humour noir d'André Franquin.
Après plus de 20 ans d’inactivité, il reprend ses crayons et il s'assied devant sa table à dessin. La rencontre avec le dessinateur de presse luxembourgeois Fern relance la créativité et amène la parution du premier album de Raphaël Donay intitulé : Pourquoi tant de N ?.
Depuis 2008, il participe à de nombreux festivals comme à Tourcoing ou Uzès, expositions et concours de cartoons. Il est sélectionné et édité mollah naserddine, Azerbaïdjan en 2009, et sélectionné humour, vin, magie Jonzac en 2010. Il publie son 3e album en auto-édition. C'est pour le festival de bande dessinée de Virton qu'il réalise l'affiche en 2010. En cette même fin d'année, il publie encore Ça va aller !!!
Il publie ses dessins de presse et commente l'actualité dans Le Républicain lorrain, Urban TV, ActuMétonne, RAV mag en France et dans La DH Les Sports+, L'Avenir du Luxembourg, La Meuse et Le Poiscaille en Belgique,. Il publie également sur des sites internet,.
Il reçoit le Chichi d'or, deuxieme prix du Festival international du dessin de presse de la caricature et de la satire dans le quartier de L'Estaque de la ville de Marseille en 2013. Il signe avec le coloriste IOO (aka Julien Viot), l’album de caricatures intitulé Allez les Diables rouges en 2014. Ces caricatures sont commentées dans l'album par Stéphane Pauwels.
Début 2015, il est menacé de mort par SMS dans le climat particulier qui règne à la suite des attentats contre Charlie Hebdo. L'auteur du message est rapidement identifié et interpellé par la police, il déclare qu'il s'agissait d'un canular,. Un an après le drame de Paris qui a coûté la vie à 12 personnes, il célèbre le premier anniversaire dans une page libre de Vers l'Avenir aux côtés de Jean-Claude Servais, Palix, Sondron et Stédo.
Il publie le recueil Vive le sport aux éditions YIl en 2017.

Il s'exprime sur la liberté d'expression à la suite de la parution d'une couverture de l'affaire Tariq Ramadan dans Charlie Hebdo en 2017 : 

« Et 6 mois après plus personne n'était Charlie. Ça a été une mode qui est passée très très vite. »

Il contribue également aux premiers, second et sixièmes tomes de la collection « Les bulles qui claquent » publiés aux éditions Mâles à Bar de 2014 à 2018, ainsi qu'au collectif Coronavirus. Toujours vivants publié dans la collection « Bulles déconfinées » du même éditeur en 2020.
Il est aussi Membre  et secrétaire general de France-Cartoons.
Il est à l'initiative et il préside l'association sans but lucratif de "Gaume, ça cartoon", organisateur du festival international de la caricature et du dessin de presse (Virton, Rouvroy, Bastogne),.
Outre le dessin et la bande dessinée, il voue une passion au golf, qu’il pratique depuis des années  et ainsi qu'au football dont il est d'ailleurs administrateur du club de Virton.

## Vie privée
Il est marié avec trois enfants et il vit à Dampicourt.

## Publications
- 2008 : Pourquoi tant de N[3] ?, couleurs : Anouk Kimplaire, Éd. Cartoon  (ISBN 9782959744013).
- 2009 : L'Alphabébête de Rafagé[1],[16],[6], chez l'auteur.
- 2010 : 
  - Une année de Fou "teballe"[6],[1], Affa bulles.
  - Ça va aller !!![7],[1], AOA éditions la boutique.
- 2012 : rien vu rien entendu  Les points sur les
- Bande Dessinée satirique sur l’inceste et la pédocriminalité.
- 2013 Toufoulkan[1], Affa bulles
- 2014 : 
  - Allez les Diables ![11],[1], Éd. Pat à Pan, Montpellier.
  - Les Animaux domestiques ! (collectif), Mâles à Bar Éditions, coll. « Les bulles qui claquent » no 1, Péronnas  (ISBN 978-2-9550286-0-5).
- 2015 : 
  - Les 7 Péchés capitaux de l'apéro ! (collectif), Mâles à Bar, coll. « Les bulles qui claquent » no 2, Péronnas  (ISBN 978-2-9550286-1-2).
  - Vive la Gaule ![1], Imprimerie Michel frères SPRL, Virton, 2015.
- 2017 : Vive le sport, YIl, Plonévez-Porzay  (ISBN 978-2-37416-160-0).
- 2018 : Tournée générale (collectif), Mâles à Bar, coll. « Les bulles qui claquent » no 6, Péronnas  (ISBN 978-2-9563529-0-7).
- 2020 : Coronavirus. Toujours vivants[17] (collectif), Mâles à Bar, coll. « Bulles déconfinées », Péronnas  (ISBN 978-2-9563529-3-8).
- 2025: Crise de Foi avec Jean-Michel Renault Pandanlemil édition  (ISBN 978-2-9599275-0-8)

## Prix et distinctions
- mollah naserddine, Azerbaïdjan en 2009 mention honorable
- Chichi d'or, deuxieme prix du Festival international du dessin de presse de la caricature et de la satire dans le quartier de L'Estaque de la ville de Marseille[10]en 2013.

9e Salao Medplan de humor 2017 Bresil mention honorable
Prix du public Virton 2023

#### Livres
: document utilisé comme source pour la rédaction de cet article.
- Frédéric Philipin et Philippe Greisch, Ébullitions 9 créateurs BD de la province de Luxembourg : Alain Baudson, Didot, La Hesse et Frémok, Palix, Pierre-Emmanuel Paulis, Rafagé, Jean-Claude Servais, Stédo, Étienne Willem, Province de Luxembourg, Service provincial de la Diffusion et de l’Animation culturelles, 2010, 50 p., ill. ; 30 cm (présentation en ligne).

#### Articles
- « Rafagé (Virton) est l’invité du samedi de La Meuse Luxembourg », La Meuse Luxembourg,‎ 24 juin 2011 (lire en ligne , consulté le 6 juin 2024).
- « Palix, Stédo et Rafagé croquent les Schtroumpfs », Sudinfo,‎ 2 août 2011 (lire en ligne , consulté le 6 juin).

### Émissions de télévision
- Raphaël Donay alias Rafagé, L'Invité, présentation : Frédéric Feller sur TV Lux, (15 min 6 s), 30 janvier 2015.
- [vidéo] « Salon des caricaturistes à Orléans : que reste-t-il de l'esprit Charlie Hebdo ? », sur YouTube par France 3 Centre-Val de Loire 1 min 52 s, 5 novembre 2017.
- Caricatures et dessins de presse avec Rafagé et Joe Bonfim, L'Invité, présentation : Christelle Collin sur TV Lux, (16 min 25 s), 24 mai 2019.